# La Rassegna mensile di Israel
La rassegna mensile di Israel (abgekürzt RMI) ist eine italienische Zeitschrift für jüdische Kultur und Geschichte. Sie erscheint dreimal im Jahr im Verlag La Giuntina in Florenz.

## Geschichte
Die Zeitschrift wurde 1925 in Rom durch Dante Lattes und Alfonso Pacifici als kulturelle Ergänzung der Wochenzeitschrift „Israel“ gegründet. Bald wurde sie ein Forum für die Verbreitung und Erforschung der Geschichte, des Denkens und der Literatur der Juden in Italien. 1938 musste die Zeitschrift auf Grund der italienischen antijüdischen Rassegesetze ihr Erscheinen einstellen. Die neue Folge erschien ab 1948.
Seit dem Zweiten Weltkrieg übernahmen nacheinander die Chefredaktion der Zeitschrift:
- Dante Lattes,
- Yoseph Colombo,
- der Rabbi Giuseppe Laras,
- Augusto Segre,
- Guido Fubini,
- Amos Luzzatto,
- Giacomo Saban.

## Inhalt
Die Zeitschrift enthält Beträge zu religiösen, politischen, sozialen und historische Fragen des Judentums und vertiefende Berichte über Archäologie, Literatur, Kunst und Wissenschaft. Neben diesen Beiträgen von Fachautoren erscheinen Buchrezensionen und Überblicksartikel über Veröffentlichungen zu jüdischen Themen im In- und Ausland.
Jeder Jahrgang enthält drei Hefte mit etwa 700 Seiten.